# Pullimosina zayensis
Pullimosina zayensis är en tvåvingeart som beskrevs av Marshall 1986. Pullimosina zayensis ingår i släktet Pullimosina och familjen hoppflugor. Inga underarter finns listade i Catalogue of Life.